# Ayllu

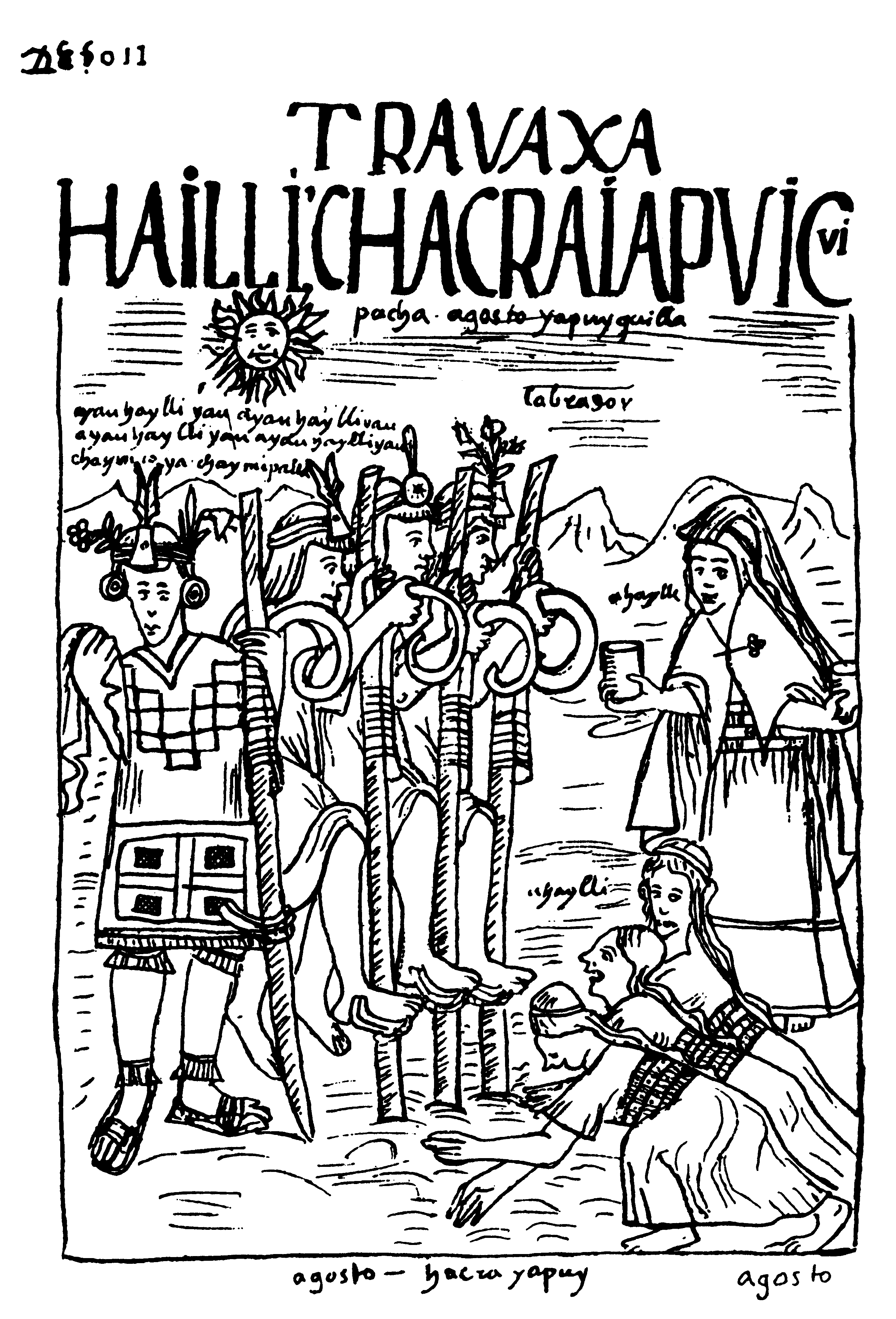
Teckning av Guaman Poma, visande en ayllu.

Ayllu är en familjeklan, den traditionella formen av en gemenskap i Anderna, särskilt bland quechuafolket och aymara. De är en inhemsk lokal myndighetsmodell över hela Anderna i Sydamerika, särskilt i Bolivia och Peru.
Ayllus innebar en gemenskap där man sökte ena åsikterna hos de ingående medlemmarna, kvinnan fick också ett större inflytande. Det förekom också att det bildades ett ”consejo” (råd) för att besluta i gemensamma frågor, där även erfarenheten hos de äldre fick betydelse. Till skillnad mot andra typer av grupper där främst den starkaste utses till ledare.
Ayllus fungerade före och under Inkariket, under den spanska kolonialperioden, och är fortfarande en modell för det andinska samhället, till exempel byn Ocra i Chinchaypujiodistriktet. Medlemskapet gav enskilda familjer mer variation och trygghet på den mark som de brukade. Ayllus hade definierade territorier och var i huvudsak utökade familjer eller släktgrupper, men kunde också inkludera icke-relaterade medlemmar. Deras primära funktion var att lösa försörjningsfrågor och frågor om hur man kommer överens i familjen och i det större samhället. 
Ayllu är ett ord på både språken Quechua och Aymara som syftar på ett nätverk av familjer i ett givet område, ofta med en förmodad eller fiktiv gemensam förfader.